# Вкус халвы
«Вкус халвы» — советский фильм-сказка режиссёра Павла Арсенова на восточные мотивы, предыстория приключений Ходжи Насреддина, где он предстаёт подростком. Снят в 1975 году на Ялтинском филиале Киностудии имени М. Горького. Фильм посвящён памяти создателя литературного образа Насреддина писателя Леонида Соловьёва.

## Сюжет
Много лет великий эмир Бухары не знает счастья — он утратил волшебный вкус халвы, и теперь жизнь для него кислая, как лимон. А в доме бедного гончара Шир-Мамеда — счастье: у него чудесным образом появился маленький сынок, и звать его — Насреддин. И кто бы знал, на что способен этот юный плут и остряк?! Уже вся Бухара наслышана о проделках Насреддина! Может быть, ему удастся вернуть приунывшему эмиру вкус халвы?

## В ролях

### Роли исполняли
- Рифат Мусин — Ходжа Насреддин
- Наби Рахимов — гончар Шир-Мамед
- Мушрафа Касымова — жена Шир-Мамеда
- Армен Джигарханян — эмир
- Евгений Евстигнеев — визирь Шамсуддин Адхам
- Леонид Каневский — начальник стражи Худайкул
- Ляля Чёрная — цыганка
- Усман Салимов — писец Мирза-Карим
- Александр Калягин — дворцовый повар

### Жители благородной Бухары
- Гани Агзамов,
- Максуд Атабаев,
- Фархад Аминов,
- А. Атакулов,
- Шавкат Газиев,
- Б. Джамалов,
- Турсунбой Иминов,
- Шариф Кабулов,
- Анвар Кенджаев,
- Хуррам Касымов,
- Григорий Лямпе,
- Максуд Мансуров,
- Туган Режаметов,
- Игорь Суровцев,
- Яхьё Файзуллаев,
- Х. Юлдашев,
- Батур Халиков,
- Фархад Хайдаров,
- Рустам Тураев.

## Съёмочная группа
- Сценарий Виктора Витковича
- Режиссёр-постановщик — Павел Арсенов
- Оператор-постановщик — Сергей Филиппов
- Художник-постановщик — Николай Емельянов
- Композитор — Евгений Крылатов
- Режиссёр — И. Сосланд
- Оператор — Е. Майоров
- Звукооператор — В. Вольский
- Монтажёр — Р. Цегельницкая
- Текст песен Ю. Энтина
- Редактор — Т. Протопопова
- Художник по костюмам — Н. Хачатрян
- Художник-гримёр — Т. Колосова
- Симфонический оркестр Госкино СССР
  - Дирижёр — Г. Гаранян
- Директор картины — Александр Казачков

## Песни
В фильме звучат песни композитора Евгения Крылатова на стихи Юрия Энтина.
- «Песня Насреддина» — Геннадий Белов
- «Дуэт Шир-Мамеда И Его Жены» — Инна Мясникова и Владислав Лынковский
- «Попевки Базара» — Владислав Кузин, Павел Бабаков, Стас Борисов, Владислав Лынковский
- «Песня Глашатая» — Павел Бабаков
- «Диван» — Анатолий Горохов
- «Песня Поваров» — Павел Бабаков, Стас Борисов, Владислав Кузин
- «Песня Цыганки» — Элеонора Иванова
- «Песня Эмира» — Армен Джигарханян
- «Первая песня визиря» («Не хочу принимать я мучения») — Анатолий Горохов
- «Вторая песня визиря» («О, идёт эмир прекрасный») — Анатолий Горохов

## Съёмки
Съёмки фильма происходили в Восточном Крыму, декорации Бухары были построены бутафорским цехом Ялтинской киностудии под руководством художника Николая Емельянова.
Павел Арсенов так сформулировал своё видение главного героя: «Ходжа Насреддин — это мальчик с бубном в руках и с голубем на плече. Он несёт людям музыку и вечную надежду взлететь. Потом он будет много смеяться, чтобы помочь людям преодолеть страдания. Но в моей картине он будет учиться страдать, чтобы потом иметь право смеяться».

## Технические данные
Фильм снят на плёнке Шосткинского химкомбината «Свема».